# Ирида
Ири́да (др.-греч. Ἶρις, «Ирис») — в древнегреческой мифологии первоначально олицетворение и богиня радуги, дочь Тавманта и Электры, сестра Гарпий. Жена Зефира. По версии, родила от Зефира Эроса.

## В мифологии
Главная роль Ириды — быть вестницей богов, поручения которых она разносит с быстротой ветра по земле, в морские глубины и даже в преисподнюю. Зевс посылает её с кубком набрать воды из Стикса.
Как богиня радуги, являющейся после дождя в туче или в брызгах воды, Ирида стояла близко к морским божествам. У поэтов она является иногда прислужницей Геры и исполнительницей её поручений, подобно тому как Гермес играет такую же роль при Зевсе. Она готовила ложе для Зевса и Геры.

## В искусстве
Изображается Ирида чаще всего летящей, с распростёртыми большими крыльями, с кадуцеем или чашей в руке. Именуется «златокрылой». По рационалистическому истолкованию, происходит из облака.
В 2009 году сотрудники Британского музея обнаружили на поясе статуи Ириды следы синей краски, благодаря чему сделали вывод, что статуи Парфенона были окрашены в яркие цвета.
Действующее лицо трагедии Еврипида «Геракл», комедии Аристофана «Птицы», пьесы Ахея Эретрийского «Ирида».

## Прочее
По имени богини радуги назван цветок ирис — за богатство вариантов его окраски — и химический элемент иридий, соединения которого также разнообразно окрашены.
От имени богини произошло название редкой генетической патологии аниридия, внешним проявлением которой является частичная или полная редукция радужки глаза.
Именем Ириды также назван астероид (7) Ирида, открытый в 1847 году.